# Like a Love?
Singles de Ami Suzuki
Alright!
(2006) One
(2008)
Singles par Ami Suzuki
O.K. Funky God
(2007)
Like a Love? est le 8e single de Ami Suzuki sorti sous le label Avex Trax, et son 23e en comptant les douze sortis chez Sony Music, deux auto-produits et un spécial.

## Présentation
Le single sort le 26 juillet 2006 au Japon sous le label Avex Trax, produit par Max Matsuura, deux mois seulement après le précédent, Alright!. Il atteint la 23e place du classement de l'Oricon. Il se vend à 8 765 exemplaires la première semaine, et reste classé pendant 4 semaines, pour un total de 12 980 exemplaires vendus durant cette période. Les premiers exemplaires produits incluent un livret de photos en supplément. Le single sort également au format "CD+DVD" avec une pochette différente et incluant un DVD contenant le clip vidéo de la chanson-titre. Seul le prénom Ami est indiqué cette fois sur les pochettes.
C'est alors la plus faible vente d'un single de la chanteuse, si l'on excepte deux précédents singles édités en nombre limité (Around the World et Happiness is...), inférieure même de près de la moitié à celle de son single auto-produit Forever Love sorti deux ans auparavant. Les singles suivants se vendront toutefois encore moins, ce qui en fait son dernier single à dépasser le seuil des 10 000 exemplaires vendus (en 2010 du moins). Ses cinq singles suivants seront présentés comme des collaborations avec divers artistes, et seront attribués à Ami Suzuki joins… (untel). Le prochain single à sortir sous son seul nom sera One, deux ans plus tard, en 2008.
La chanson-titre du single Like a Love? a été utilisée comme thème musical de fin de l'émission télévisée Miracle☆Shape, ainsi que dans une autre émission. Sa musique a été composée par la populaire chanteuse Ai Ōtsuka, sous son seul prénom Ai ; c'est la première fois qu'elle écrit pour un autre artiste. Les deux chansons du single figureront sur l'album Connetta de 2007.

## Liste des titres
Toutes les paroles sont écrites par Ami Suzuki.
| 1. | Like a Love?                                  | Ai            | Ai & Ikoman | 4:13 |
| 2. | Squall ni Nurete (スコールにぬれて)           | Kei Yoshikawa | Kenji Ueda  | 4:46 |
| 3. | Like a Love? (Instrumental)                   | Ai            | Ai & Ikoman | 4:12 |
| 4. | Squall ni Nurete (Instrumental) (スコールに…) | Kei Yoshikawa | Kenji Ueda  | 4:44 |

| 1. | Like a Love? |  |

## Interprétations à la télévision
- Music Express (23 juillet 2006)
- Music Fighter (28 juillet 2006)
- Pop Jam Deluxe Natsu Uta '06 (8 août 2006)
- Utaban (10 août 2006)